# Gesamtbedarfskoeffizient
Der Gesamtbedarfskoeffizient ist eine Größe, die in der Losgrößen- und Ressourceneinsatzplanung von Gütern, die in Massenfertigung in mehrstufigen Produktionsprozessen hergestellt werden, eine Rolle spielt. Der Koeffizient dient zusätzlich unter anderem im Rahmen der betriebswirtschaftlichen Kostenträgerrechnung der Kostenkontrolle in solchen Prozessen.

## Grundlegendes
Der Gesamtbedarfskoeffizient drückt indirekt aus, welche Einsatzmenge einer vorgelagerten Produktionsstufe unter Berücksichtigung des Mengengefälles bei addierender mehrstufiger Divisionskalkulation benötigt wird, um eine bestimmte Quantität des Endproduktes zu fertigen. Dabei ist die Ausbringungsmenge diejenige Menge des Produktes, die, aus einem Produktionsschritt kommend, verwertbar hergestellt wird – die Mengenangaben ergeben sich dadurch, dass Zwischenprodukte zwischen den einzelnen Produktionsstufen jeweils zeitweilig in einem Zwischenlager gelagert werden können und diese Zwischenlagerungen von kurzfristigen praktischen logistischen Erfordernissen abhängig gemacht werden können – mit dem Ziel, die Ausbringungsmenge (Produktionsoutput) am Ende des Durchlaufens der Produktions- und Vertriebsschritte zu verkaufen. Die Einsatzmenge ist hingegen diejenige Menge an Vor- oder Zwischenprodukt oder Halbzeug, die als Input bei einem nachfolgenden Produktionsschritt eingesetzt werden muss, damit nach Durchlaufen des Produktionsschritts und nach Verrechnung des Zwischenlagerungsschrittes eine bestimmte Ausbringungsmenge erzielt wird.
Für den Gesamtbedarfskoeffizienten der {\displaystyle J}-ten Produktionsstufe als Produkt der Einsatzkoeffizienten der Produktionsstufen mit niedrigerem Index lässt sich schreiben:
{\displaystyle \gamma _{\mathrm {J} }=\prod _{j=1}^{J-1}{\varepsilon _{j}}=\varepsilon _{1}\cdot \varepsilon _{2}\cdot \ldots \cdot \varepsilon _{j*-1}\cdot \varepsilon _{j*}\ldots \cdot \varepsilon _{J-1}}
mit
{\displaystyle \varepsilon _{j}={\frac {r_{j}}{x_{j}}}}
im einfachsten Falle, wobei {\displaystyle {}r_{j}} die Inputmenge sowie {\displaystyle {}x_{j}} die Outputmenge der Stufe {\displaystyle {}j} darstellt, sodass gilt:
{\displaystyle \gamma _{\mathrm {J} }=\prod _{j=1}^{J-1}{\frac {r_{j}}{x_{j}}}={\frac {r_{1}}{x_{1}}}\cdot {\frac {r_{2}}{x_{2}}}\cdot \ldots \cdot {\frac {r_{j*-1}}{x_{j*-1}}}\cdot {\frac {r_{j*}}{x_{j*}}}\ldots \cdot {\frac {r_{J-1}}{x_{J-1}}}}
mit der jeweiligen Produktionsstufe (eventuell nachgeschaltete Prozessstufen berücksichtigend)
{\displaystyle j=1,2,\ldots ,j_{\text{end}}},
wobei {\displaystyle j{*}} ein beliebiger Wert innerhalb des dafür zulässigen Indexvariablenbereichs {\displaystyle j{*}=1,2,\ldots ,J-1} sein möge. Ebenso möge {\displaystyle J} ein beliebiger Wert innerhalb des dafür zulässigen Indexvariablenbereichs {\displaystyle J=1,2,\ldots ,j_{\text{end}}} sein.
Wird auf eine Zwischenlagerung des Zwischenproduktes hinter dem Ausgang der {\displaystyle (j{*}-1)}-ten Stufe und vor dem Eingang der {\displaystyle j{*}}-ten Stufe verzichtet, dann wird der Output der {\displaystyle (j{*}-1)}-ten Stufe zum direkten Input der {\displaystyle j{*}}-ten Stufe:
{\displaystyle x_{j*-1}=r_{j*}}.
Diese Terme können dann aus dem Gesamtbruch für den Gesamtbedarfskoeffizienten herausgekürzt werden.
Für den Fall, dass die produzierte Ausschussware, die in den einzelnen Produktionsstufen anfällt, berücksichtigt werden soll, wird jeweils ein korrigierter Einsatzkoeffizient {\displaystyle \varepsilon _{j_{\text{korr}}}} in das Produkt der Einsatzkoeffizienten zur Bestimmung des Gesamtkoeffizienten eingesetzt. Der korrigierte Einsatzkoeffizient berücksichtigt neben dem Quotienten aus Input- und Outputmenge noch einen Ausschusskoeffizienten {\displaystyle \alpha _{j}}:
{\displaystyle \varepsilon _{j}=\varepsilon _{j_{\text{korr}}}={\frac {r_{j}}{x_{j}}}\cdot \alpha _{j}={\frac {r_{j}}{x_{j}}}\cdot {\frac {x_{j}}{x_{j_{\text{verwertbar}}}}}}.
Aus betriebswirtschaftlicher Sicht sind die Einsatzkoeffizienten nichts anderes als Produktionskoeffizienten.

## Berechnungsbeispiel
Für einen vierstufigen Produktionsprozess mit nachgeschaltetem Vertrieb ({\displaystyle j_{\text{end}}}= 5) könnte die Bestimmung des Gesamtbedarfskoeffizienten etwa folgendermaßen aussehen:
| Index | Produktionsstufe                          | Einsatzmenge                       | Ausbringungsmenge                  | Einsatzkoeffizient                    | Gesamtbedarfskoeffizient |
| ----- | ----------------------------------------- | ---------------------------------- | ---------------------------------- | ------------------------------------- | --- |
| j=5   | 1. Stufe (Vorproduktverarbeitung)         | {\displaystyle {}r_{5}}=165.165 ME | {\displaystyle {}x_{5}}=127.050 ME | {\displaystyle \varepsilon _{5}}=1,3  | {\displaystyle \gamma _{5}}={\displaystyle \varepsilon _{1}}· {\displaystyle \varepsilon _{2}}· {\displaystyle \varepsilon _{3}}· {\displaystyle \varepsilon _{4}}=2,541 |
| j=4   | 2. Stufe (1. Zwischenproduktverarbeitung) | {\displaystyle {}r_{4}}=127.050 ME | {\displaystyle {}x_{4}}=82.500 ME  | {\displaystyle \varepsilon _{4}}=1,54 | {\displaystyle \gamma _{4}}={\displaystyle \varepsilon _{1}}· {\displaystyle \varepsilon _{2}}· {\displaystyle \varepsilon _{3}}=1,65                                    |
| j=3   | 3. Stufe (2. Zwischenproduktverarbeitung) | {\displaystyle {}r_{3}}=82.500 ME  | {\displaystyle {}x_{3}}=55.000 ME  | {\displaystyle \varepsilon _{3}}=1,5  | {\displaystyle \gamma _{3}}={\displaystyle \varepsilon _{1}}· {\displaystyle \varepsilon _{2}}=1,1                                                                       |
| j=2   | 4. Stufe (Endproduktherstellung)          | {\displaystyle {}r_{2}}=55.000 ME  | {\displaystyle {}x_{2}}=50.000 ME  | {\displaystyle \varepsilon _{2}}=1,1  | {\displaystyle \gamma _{2}}={\displaystyle \varepsilon _{1}}=1,0 |
| j=1   | Vertrieb                                  | {\displaystyle {}r_{1}}=50.000 ME  | {\displaystyle {}x_{1}}=50.000 ME  | {\displaystyle \varepsilon _{1}}=1,0  | {\displaystyle \gamma _{1}} besitzt keinen numerischen Wert |

### Praktische Berechnung des Gesamtbedarfskoeffizienten
Methode: Sukzessive Multiplikation aller Einsatzkoeffizienten der höherzahligen Stufen.
So ergibt sich etwa der Gesamtbedarfskoeffizient der Stufe 2 durch sukzessives Multiplizieren der Einsatzkoeffizienten der nachfolgenden Stufen 3, 4 und „Vertrieb“ zu:
1,65 = 1,0 (Vertrieb) · 1,1 (Stufe 4) · 1,5 (Stufe 3) .
Die Einsatz- und die Ausbringungsmenge werden üblicherweise in Mengeneinheiten (ME) angegeben, bei in Massenfertigung produzierten Gütern etwa in Kilogramm oder in Tonnen oder dergleichen mehr.